# Mariusz Witecki
Mariusz Witecki (Kielce, 10 mei 1981) is een Pools wielrenner die actief is als ploegbaas bij Voster ATS Team.

## Belangrijkste overwinningen
2004
Memorial Andrzeja Trochnowskiego
2006
 Pools kampioen op de weg, Elite
2008
Beker van de Subkarpaten
2009
Eindklassement Szlakiem Grodòw Piastowskich
2010
Memorial Henryka Lasaka
2012
Eindklassement Koers van de Olympische Solidariteit
Detko · Komar · Kostecki · Kurowski · Nowak · Oborski · Rębiewski · Sójka · Witecki · Wojciechowski · Zieliński